# Aleiodes fruhstorferi
Aleiodes fruhstorferi är en stekelart som först beskrevs av Cameron 1910.  Aleiodes fruhstorferi ingår i släktet Aleiodes och familjen bracksteklar. Inga underarter finns listade i Catalogue of Life.